# 安德鲁·梅维斯
安德鲁·梅维斯（英語：Andrew Mavis，1976年9月9日—），加拿大男子篮球运动员。他曾代表加拿大获得2000年夏季奥运会男子篮球比赛第七名。他也参加了2000年钻石杯篮球赛。